# 潛熱
潜热（英文：Latent heat），在熱化學中，是物质在物态变化（相变）过程中，在温度没有变化的情况下，吸收或释放的能量。通常定义为单位质量的物质，由一相完全转变为另一相所需要从外界吸收（对外界释放）的热量。英文 latent (heat) 這個術語最初是由約瑟夫·布雷克發明，約於1750年從拉丁文的「latere」衍生而來，意即「隱藏」。潛熱這個字一般已較少使用，取而代之的是現代觀念的相變焓。
潛熱可分為熔化熱及汽化熱，視乎當時熱能的物態流動方向：
|  | 固態→ 液態→ 氣態 |

當相變是由固態轉為液態再轉為氣態，能量改變是吸熱性（endothermic）的；當相變是另一個方向的時候，能量改變是放熱性（exothermic）的。由於在將水轉水蒸氣需要能量，水蒸氣就是釋放能量的物體。若水蒸氣經由凝結或沉積轉為液態或固態，儲存了的能量會以能感受的熱能釋放。因此，當物體由固態轉爲液態，該物體將吸收潛熱。相反，由液態轉爲固態，物體將釋放潛熱。